# راسيل أندرسون (سياسي)
راسيل أندرسون (بالإنجليزية: Russell Anderson)‏ هو سياسي أسترالي، ولد في 21 أبريل 1951 في أستراليا. انتخب عضو المجلس التشريعي التاسماني ‏ عن دائرة Electoral division of Macquarie ‏ (23 مايو 1998 – 30 يونيو 1999).